# Joshua Lawrence Chamberlain

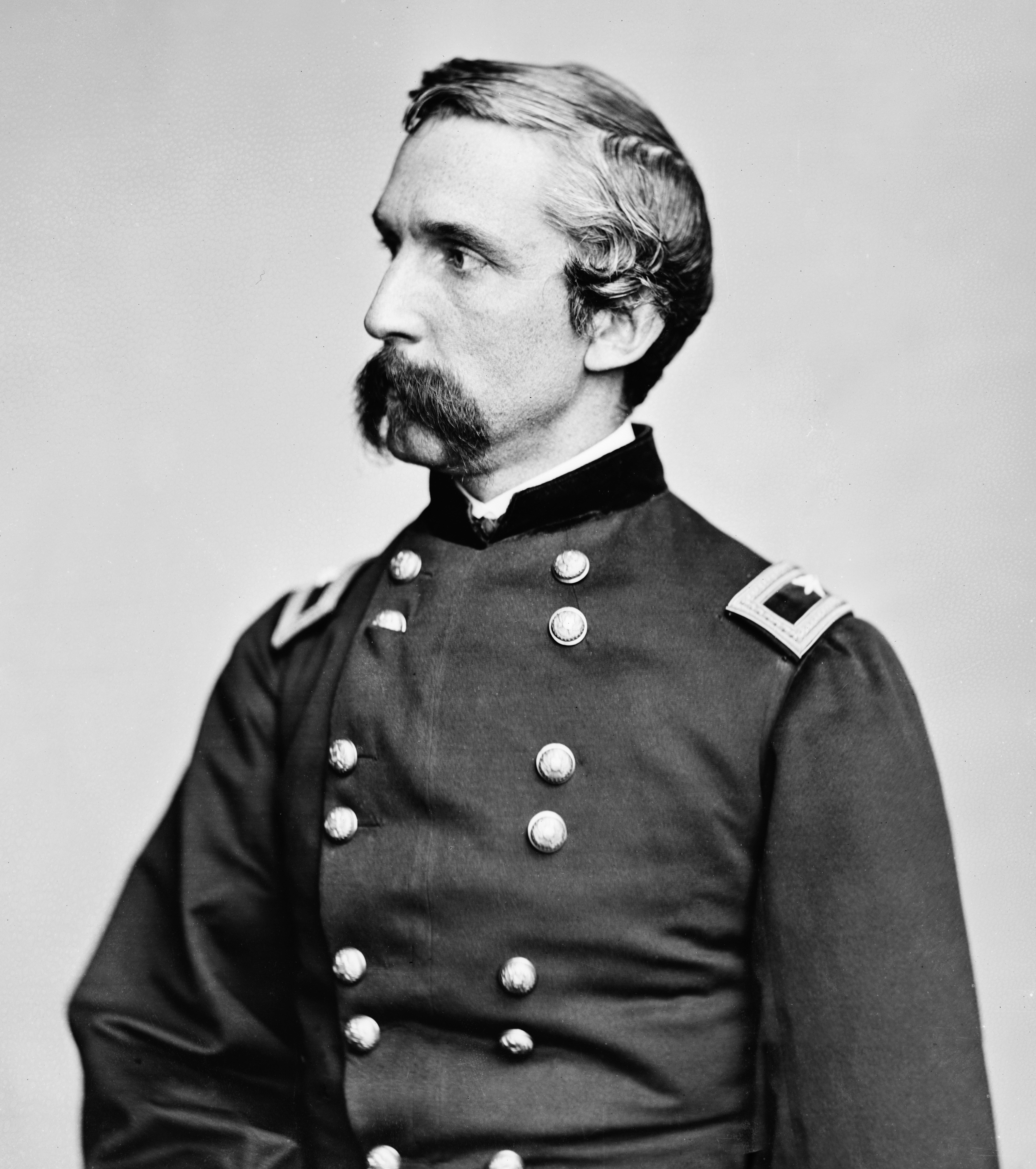
Chamberlain hacia 1860

Joshua Lawrence Chamberlain (nacido Lawrence Joshua Chamberlain; 8 de septiembre de 1828 - 24 de febrero de 1914) fue un profesor universitario estadounidense del Estado de Maine que se ofreció como voluntario durante la Guerra Civil estadounidense para unirse al Ejército de la Unión. Se convirtió en un oficial de la Unión muy respetado y condecorado, alcanzando el rango de general de brigada (y de brevet mayor general). Es más conocido por su valentía en la batalla de Gettysburg, por la que recibió la Medalla de Honor. Después de la guerra, sirvió como Gobernador de Maine.

## Carrera militar
Chamberlain fue comisionado como teniente coronel en el 20.º Regimiento de Infantería Voluntaria de Maine en 1862 y luchó en la Batalla de Fredericksburg. Se convirtió en comandante del regimiento en junio de 1863. El 2 de julio, durante la batalla de Gettysburg, el regimiento de Chamberlain ocupó el extremo izquierdo de las líneas de la Unión en Little Round Top. Los hombres de Chamberlain resistieron los repetidos ataques de la Infantería de Alabama del 15.º Regimiento y finalmente echaron a los Confederados con una carga de bayoneta cuesta abajo. Chamberlain fue gravemente herido mientras comandaba una brigada durante la Segunda Batalla de Petersburgo en junio de 1864, y recibió lo que pretendía ser un ascenso en el lecho de muerte a general de brigada. En abril de 1865, luchó en la Batalla de Five Forks y tuvo el honor de comandar las tropas de la Unión en la ceremonia de rendición de la infantería del ejército de Robert E. Lee en Appomattox Court House, Virginia.

## Vida civil post guerra

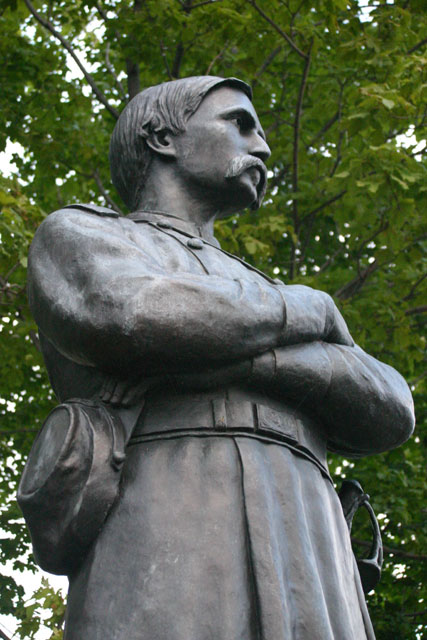
Memorial de Chamberlain.

Después de la guerra, entró en la política como republicano y sirvió durante cuatro períodos de un año como el 32.º gobernador de Maine. Trabajó en la facultad y llegó a ser presidente de su alma mater, Bowdoin College. Murió en 1914 a la edad de 85 años debido a complicaciones de la herida que recibió en Petersburgo.
- Datos: Q80766
- Multimedia: Joshua Lawrence Chamberlain / Q80766